# Кристи Ноум
Кристи Лин Арнолд Ноум (енгл. Kristi Lynn Arnold Noem; Вотертаун, 30. новембар 1971) америчка је политичарка. Од 2025. обавља функцију осме секретарке за националну безбедност САД.
Између 2019. и 2025. била је гувернерка Јужне Дакоте. Издала је две аутобиографије: Not My First Rodeo: Lessons from the Heartland (2022) и No Going Back (2024)

## Биографија
Рођена је 30. новембра 1971. у Вотертауну. Пореклом је Норвежанка. Одрасла је на фарми, а отац јој је преминуо 1994. у инциденту са фармерском машином.
Измешу 1990. и 1994. је похађала колеџ, али није дипломирала. Ћерку је родила 21. априла 1994. због чега је напустила колеџ како би се посветила породици и водила породичну фарму, у чему су јој помогла браћа и сестре. Касније се вратила на колеџ где је и дипломирала.